# Charbice Dolne
Charbice Dolne [pronunciación en polaco: /xarˈbit͡sɛ dɔlnɛ/] es un pueblo ubicado en el distrito administrativo de Gmina Lutomiersk, dentro del condado de Pabianice, Voivodato de Łódź, en el centro de Polonia. Se encuentra a unos 5 kilómetros al noroeste de Lutomiersk, a 22 kilómetros al noroeste de Pabianice, y a 21 kilómetros al oeste de la capital regional Łódź.